# Georg Henric Collini
Georg Henric Collini, född 12 februari 1820 i Mörkö, Södermanland, död 28 mars 1898 i Ljusdal, var med och etablerade det som sedan blev staden Bollnäs.

## Biografi
Collini var son till skolmästaren och klockaren Pehr Collini och dennes hustru Gustafwa Charlotta Fogelgren i Berga på Mörkö. Som sexåring flyttade han till Alfta och prosten Fraenell där han växte upp. År 1843 emigrerade han, tillsammans med sin blivande svåger C.J. Ahlmark, till Louisville i Kentucky i USA, där de först försörjde sig som diversearbetare och sedan öppnade en affär tillsammans. Collini blev dock även gårdfarihandlare. År 1846 återvände Collini tillfälligt till Sverige för att hämta sin blivande hustru, prostdottern Catarina Vilhelmina Fraenell, född 11 april 1821 i Alfta; bröllopet ägde sedan rum i Kentucky. I Nordamerika föddes deras första barn sonen, Anders Lester Algenon den 18 augusti 1849. Familjen flyttade sedan år 1851 till Sverige, där de bosatte sig i Bollnäs. Här köpte Collini hus och mark. Han blev den som grundar det centrum som sedermera år 1942 blev staden Bollnäs. Under de år Collini bodde och verkade i Bollnäs hade han ett flertal uppdrag, som ordförande i Bollnäs kommunalnämnd, ledamot i bryggeristyrelsen, Bollnäs sockens uppbördsman för indrivning av skatter samt i Ångbåtsbolaget Varpen där han fungerade som inspektor. I maj 1865 dog Collinis hustru i barnsäng och året därpå gifte han om sig med Emilia Margareta Maria Lund i Söderhamn. Med dem båda fick han många barn.